# 八莫过树蛇
八莫过树蛇（学名：Dendrelaphis subocularis）为游蛇科过树蛇属的爬行动物。分布于缅甸、泰国、越南以及中国大陆的云南等地。其生存的海拔范围为450至1620米。该物种的模式产地在缅甸八莫。

## 保护
本种于2023年被收录入《有重要生态、科学、社会价值的陆生野生动物名录》。